# Iosif Keber
Iosif Keber (n. 30 iulie 1897, Târgu-Jiu - d. 19 aprilie 1989) a fost un pictor român, specializat în pictura bisericească și restaurarea lăcașurilor de cult.
Este tatăl pictorului Adrian Keber (n.1924).

## Biografie
Iosif Keber s-a născut la Târgu-Jiu în 1897, într-o familie de evrei de origine flamandă. Din cauza faptului că evreii erau considerați străini, Iosif Keber și familia sa au avut multe probleme de-a lungul vremii. Părinții săi, împreună cu el, s-au refugiat în Moldova, în timpul primului război mondial.
A urmat Liceul „Tudor Vladimirescu” din Târgu Jiu, unde i-a fost descoperit talentul pentru pictură de către profesorul său, Liviu Popa. În 1912 a obținut o medalie de aur într-un concurs organizat între licee. După terminarea liceului s-a înscris la cursurile Școlii de arte frumoase din București, unde i-a avut ca profesori pe George Demetrescu Mirea și Costin Petrescu.
A fost mobilizat în 1916 în Armata Română și a făcut armata la infanterie, cu termen redus, drept de care se bucurau absolvenții liceelor, precum și ai Conservatorului de artă dramatică, ca fii ai Școlii de arte frumoase. A fost încorporat la Școala Militară de ofițeri de rezervă, din București, aflată atunci pe Dealul Spirii.
Într-un interviu, își amintea că:
pictorul Dumitru Beizeraș, ... simțind pesemne, pe mine, un concurent se apucă să mă critice unui ziarist de ocazie: „Vezi că la Biserica Popa Titu pictează un jidan!”, îi spunea numele meu. Ministerul Cultelor mă cheamă ca să prezint dovada de origine etnică, precum și de cetățenie. ... Înainte de a începe lucrarea la fântână, au cerut verificarea naționalității, a cetățeniei. Eu o obținusem prin alipirea Ardealului, să mi se dea. Dar legionarii nu au mai recunoscut-o. Fiindcă tata obținuse cetățenia română. Eu trecusem de majorat. Și atunci, pe mine m-au exclus afară, din miile de oameni ai Ardealului, că n-aș mai aparține lui. Și prin asta... e o ilegalitate. M-au înstrăinat. M-au făcut străin atunci. Primăria, fiindcă eliberase certificatul de naționalitate, cu cetățenia română, căsătorit încă din școală... Și soția mea avea nevoie la numirea ei, la Ministerul de Finanțe. Deci, îi eliberase atunci. Revenind, în cazul de verificare și nerecunoscut, mi-a dat un certificat de naționalitate pe tema primului certificat, care nu mai era valabil. În cazul de față... Primăria nu mai recunoștea acum certificatul de cetățenie, pe care îl prezentase soției mele să fie angajată funcționară. Ca să iasă din impas, primăria a confirmat totuși certificatul de cetățenie, pe baza primului certificat, dar de la o dată cu atâția ani în urmă. Prezentându-mă doamnei Tătărescu, făcusem lucrarea acolo și Biserica „Sfinții Apostoli”... Născut în țară, la Târgu-Jiu, mobilizat în 1916 în Armata Română. Soția get-beget româncă. Născută tot în Târgu-Jiu. Tot de religie creștin-ortodoxă, ca și fiul meu. Mă sfătuise să fac o cerere, în care să prezint aceste date. Și cum era de față un senator – Bălănescu, îi spune: „Titi, ia cererea asta și până la toamnă să o rezolvi”. Și, în adevăr, în septembrie... Am să vă arăt eu actul de cetățenie română... de așa... (umblă prin maldărul de hârtii) de origine română... „Altfel - după cum a mai spus -, ar fi trebuit acordată cetățenia după 15 ani”.
În același interviu, Iosif Keber povestea că în vara lui 1908, început să picteze în acuarele.
Încă de pe băncile Școlii de Arte Frumoase de la București, Iosif Keber s-a făcut remarcat prin diversitatea stilurilor adoptate și prin stilul propriu pe care îl impregna pe material. A făcut pictură monumentală, gravură, desen, peisaj, portret sau natură statică. Studiile și le-a desăvârșit, însă, în străinătate, acolo unde s-a specializat în pictura bisericească.
Perioada de creație a artistului poate fi împărțită în două mari etape: prima, de tinerețe, în care realizează lucrări în special din domeniul picturii de șevalet și a doua, de maturitate, închinata picturii monumentale, îndeosebi religioase.

## Pictor de biserici
- Biserica Precupeții Vechi, din București, a fost ridicată în anul 1773. Toată suprafața interioară este acoperită de o pictură în ulei a pictorului Keber, realizată în 1930. Pictura a suferit trei intervenții succesive: în 1942 au lucrat asupra ei pictorii Dogărescu și Hermineanu iar în 1964 pictorul Gheorghe Teodorescu-Romanați, ajutat de Constantin Stănescu, preot-pictor. Între anii 1999-2002, toată pictura a fost restaurată de o echipa de pictori conduși de prof. Ioan Grigore.[7]
- Schitul Darvari, ctitorit în 1834 de familia căminarului Mihail Darvari. În anii 1933-1934 Schitul Darvari este restaurat de către nepotul ctitorului, iar biserica este pictată în frescă de Iosif Keber, în stil neo-bizantin. În 1959 schitul a fost închis de către autoritățile comuniste, fiind redeschis abia în 1996, de Patriarhul Teoctist Arăpașu.[8]
- Catedrala “Sfinții Voievozi” din Târgu Jiu a fost restaurată în 1933-1940. Cu această ocazie, picturile reprezentând filozofii, profeții și sibilele, pictate inițial, fuseseră acoperite cu tencuială, iar Keber, practic, le-a repictat.[9] În anul 1960 a fost însă închisă, devenind muzeu. Până în anul 1989, în Catedrala „Sfinții Voievozi“ nu s-au mai ținut slujbe, iar credincioșii ortodocși vizitau lăcașul de cult doar pentru a vedea picturile din interior. După evenimentele din decembrie 1989, biserica și-a deschis din nou porțile, iar în 1993 au început să se oficieze slujbe religioase.[6]
- Biserica „Sfinții Apostoli” din Târgu-Jiu, încadrată pe axa Masa tăcerii - Poarta sărutului - Coloana Infinitului, pictată tot de Iosif Keber, a fost destul de afectată de incendiul produs acolo în urmă cu câțiva ani.[2]
- Între 1955 și 1958, Iosif Keber a pictat altarul și iconostasul bisericii mari de la Mănăstirea Dealu, de lângă Târgoviște.[10]
- Catedrala Ortodoxă din Rădăuți a fost pictată în frescă după proiectul prof. univ. Victor Brătulescu, lucrările fiind executate între anii 1959-1960 de către pictorii Iosif Keber, Gheorghe Teodorescu-Romanați (1891-1980), Ion Taflan (n. 1912), S. Hermineanu si A. Keber.[11]
- Pictura Catedralei Mitropolitane “Sfânta Treime” din Sibiu a fost executată, de-a lungul a aproape cinci decenii, de trei renumiți pictori bisericești: Octavian Smigelschi (1866-1912), care a pictat cupola, cei patru Evangheliști și icoanele de pe iconostas, și mult mai târziu, în timpul păstoririi mitropolitului Nicolae Colan (1957-1967), Anastase Demian (1899-1977) – a pictat altarul și absidele laterale, și Iosif Keber, care a încheiat lucrarea.[12]
- Pictura interioară a bisericii Sfântul Lazăr, din cimitirul mănăstirii Cernica, sfințită în anul 1804 este lucrată de I. Keber, iar iconostasul, de Frujinescu.[13]
- Biserica închinată Sfântului Mare Mucenic Gheorghe, aflată pe prima insulă a complexului monahal Cernica, a fost restaurată între anii 1965-1967, I. Keber ocupându-se de restaurarea picturii.[13]
- Lucrările la Biserica Sfântul Elefterie Nou, din București, au fost începute la 29 iunie 1935, după planurile arhitectului Constantin Iotzu (1884-1962), au fost întrerupte în anul 1940, din pricina celui de Al Doilea Război Mondial (1939-1945). În acel moment, erau înălțate zidurile și se făcuseră turlele și acoperișul. Biserica fost terminată după război și târnosită la 29 iunie 1971, la împlinirea a 36 ani de la începerea lucrărilor. Catapeteasma este sculptată în lemn de Grigore Dumitrescu și Aurel Obreja, iar pictura este executată de pictorii Iosif Keber și Vasile Rudeanu.[14]
- Două icoane ale bisericii Sfântul Spiridon din Craiova (icoana Sfantului Spiridon, respectiv icoana Sfântului Nicoale - în pronaos) sunt semnate “Iosif Keber“.
- Biserica Popa Chițu a fost renovată în anii 1975 – 1980. Cu această ocazie a fost adăugată friza continuă, cu 91 de ocnițe pictate cu sfinți. Autorul frescelor a fost losif Keber.

Dintre numeroasele opere ale Iosif Keber, pe care ni le-a lăsat moștenire, se numără și picturile mai multor biserici din Târgu Jiu, Novaci, Săcelu, Brașov, München, Ierusalim, strângând de-a lungul anilor un număr impresionant de lăcașuri pictate și pânze care se află peste tot în lume.

## Sfârșitul
Iosif Keber s-a stins din viață, lucrând la șevalet, la 19 aprilie 1989, și a fost înmormântat în cripta familiei din cimitirul Bisericii din Vădeni (Sișești), Târgu-Jiu.

## Casa memorială Iosif Keber
Casa memorială Iosif Keber, proiectată de arhitectul Iulius Doppelreiter, este situată în Târgu Jiu, pe strada 11 Iunie nr. 67.
În prezent, clădirea este monument istoric de importanță locală, cu codul LMI:GJ-IV-m-B-09479, iar prin decizia 210/1990 a Prefecturii Gorj, a devenit sediul secției de Artă a Bibliotecii Județene, instituție aflată în subordinea Consiliului Județean Gorj., astfel că în prezent adăpostește Biblioteca de Artă a municipiului Târgu Jiu, care deține sute de tratate și albume de pictură de mare valoare donate de Iosif Keber.
După moartea sa, casa a rămas în patrimoniul orașului, cu tot ce se afla în ea. Picturile au fost duse la secția de artă a Muzeului Județean Gorj, în timp ce clădirea a devenit Biblioteca de Artă din cadrul Bibliotecii Județene „Christian Tell”. Cele peste șase mii de volume, în majoritate de artă, pe care le avea, au rămas în fondul bibliotecii. La acestea, de-a lungul timpului, s-au adăugat multe altele, acum Biblioteca de Artă „Iosif Keber” fiind una dintre cele mai importante și mai ample din țară.
Din cauză că spațiul pe care îl are sala ce poartă numele “Iosif Keber” din cadrul Muzeului de Artă este prea mic, iar numărul lucrărilor prea mare, cei cadre se ocupă cu administrarea acestuia sunt nevoiți să expună prin rotație lucrările și obiectele personale ale pictorului după al cărui nume a fost botezată sala respectivă.

## In memoriam
În amintirea sa, o stradă din Târgu Jiu a primit numele de Strada Iosif Keber.